# Speekselvloed
Speekselvloed of sialorroe is een aandoening waarbij de normale gemiddelde dagelijkse speekselproductie (ca. 1,2 à 1,5 liter per dag) sterk overschreden wordt. Wanneer er echter te weinig speeksel geproduceerd wordt dan spreekt men van het drogemondsyndroom of xerostomie.

## Oorzaken
- door bepaalde medicamenten zoals pilocarpine, chemotherapeutica
- door orale pijn
- door behoefte aan overgeven
- prikkelende voedingsmiddelen
- neurologische aandoeningen zoals beroerte, mentale retardatie, parese van nervus facialis (aangezichtszenuw), dementie
- verminderde motoriek

## Behandeling
Voor zover mogelijk bestaat de behandeling in het opheffen van de oorzaak.

## Trivia
- In de stripreeks De Kiekeboes lijdt het personage Fernand Goegebuer overduidelijk aan speekselvloed. Iedere keer wanneer hij praat, spuwt hij de mensen om zich heen onder.